# 杉山颯汰
杉山 颯汰（すぎやま そうた、2000年11月7日 - ）は、愛知県愛知郡長久手町(現:長久手市)出身のサッカー選手。ポジションはDF。

## クラブ歴
JAPANサッカーカレッジ出身で、2018年8月に来季からのアルビレックス新潟シンガポールへの加入内定が発表された。2019シーズンはリーグで23試合1得点を記録し退団。
2020年1月24日に行われたOne Tokyoのトライアウトに参加した。しかし3月に九州サッカーリーグの沖縄SVに加入した。
2022年、ベルガロッソ浜田へ完全移籍。
2023年、コバルトーレ女川へ完全移籍。